# Urbano plezanje
Urbano plezanje ali nočno plezanje (slengovsko in angl. tudi "buildering") je plezanje po (običajno) zunanji strani stavb ter drugih umetnih struktur. Slengovski izraz buildering, ki ga plezalci največkrat uporabljajo, je zloženka iz angleških besed »building« (stavba) in »bouldering« (balvansko plezanje). Lepši slovenski prevod, urbano plezanje, enako namiguje, da aktivnost vključuje plezanje po strukturah, ki so delo človeških rok.
Če se plezalec loti urbanega plezanja na veliki višini brez uporabe vrvi in varovalnih pripomočkov, je lahko tovrstna dejavnost zelo nevarna in se odvija zunaj zakona, zato se takšno plezanje večinoma dogaja ponoči. Mojstri urbanega plezanja, ki po zgradbah plezajo brez dovoljenja, se po končanih podvigih pogosto srečajo s policijo. Spektakularne urbane vzpone, kot je prosto soliranje nebotičnikov, navadno izvajajo samotarski izkušeni plezalci, ki včasih pritegnejo velike množice mimoidočih ter medije. Kljub temu so tovrstni plezalci redki.
Urbano plezanje je lahko tudi bolj sorodno balvanskemu plezanju, kjer plezalci plezajo krajše dele zgradb. Medtem ko večina lastnikov zemljišč to aktivnost ne odobrava, nekateri, kot na primer Koloradska univerza v Boulderju ter Univerza Tufts, urbano plezanje na mnogih krajih prezrejo.
Čeprav je urbano plezanje pogosto solo šport, je v zadnjem času postalo tudi skupinska dejavnost. Tako kot pri bolj tradicionalnemu športnemu plezanju, tudi urbani plezalci plezajo nove smeri in jih ocenjujejo po težavnostnih stopnjah.

## Zgodovina
Študenti Cambriške univerze se že dolga leta plazijo po njeni arhitekturi. Veliki alpinist Geoffrey Winthrop Young je med svojimi študentskimi leti na Cambridgeu leta 1890 izvajal plezanje po strehah in napisal ter objavil vodič urbanega plezanja po eni od zgradb, ki verjetno prvič v zgodovini dokumentira to aktivnost, omejeno na določeno okolje. Kasneje je Young spisal še zvezek o urbanem plezanju, kjer se je rahlo norčeval iz gorništva. V letih 1930 se je v tisku pojavilo še eno nekoliko bolj reseno (čeprav še vedno lahkotno napisano) poročilo o urbanem plezanju na Cambridgeu. Navkljub tem zgodnjim zapisom, prvega rekreacijskega urbanega plezalca ni mogoče najti, kajti celo na Cambridgeu »... pomanjkanje pisnih virov močno otežuje pisanje zgodovine strešnega plezanja." Nočno plezanje je ostalo priljubljeno tudi po vojni, kar je dokumentirano v knjigi Cambridge nightclimbing.
Tudi v Sloveniji je Rimski zid že zelo dolgo priljubljen kraj kamor so tudi v preteklosti zahajali nekateri slovenski plezalci, kot je Pavle Kozjek in drugi.

## Slavni urbani plezalci
- Alain Robert – znan kot »resnični Spider-Man«. Preplezal je Empire State Building v New Yorku, most Golden Gate v San Franciscu, Sears Tower v Chicagou, Taipei 101 v Tajvanu, vsakega od Petronasovih stolpov v Maleziji in druge. Alaina na vrhu zgradb oblasti pogosto priprejo.
- George Willig – preplezal Sears Tower v Chicagou.
- Harry Gardiner – znan kot »človeška muha.« Z urbanim plezanjem je pričel leta 1905.
- George Polley – tudi znan kot »človeška muha«. Po zgradbah je začel plezati leta 1910.
- Whipplesnaith

## Kraji
- Danska Arhivirano 2005-02-06 na Wayback Machine.
- Nemčija
- Rotterdam, Nizozemska
- Milan, Italija – ulično tekmovanje
- Vancouver, Kanada Arhivirano 2008-10-24 na Wayback Machine. 5. vsakoletno tekmovanje v urbanem plezanju
- Kalifornijska univerza, Berkeley Arhivirano 2007-05-07 na Wayback Machine.